# Josef Kemr
Josef Kemr (20. června 1922 Praha – 15. ledna 1995 Praha) byl český divadelní, filmový a televizní herec.

## Život

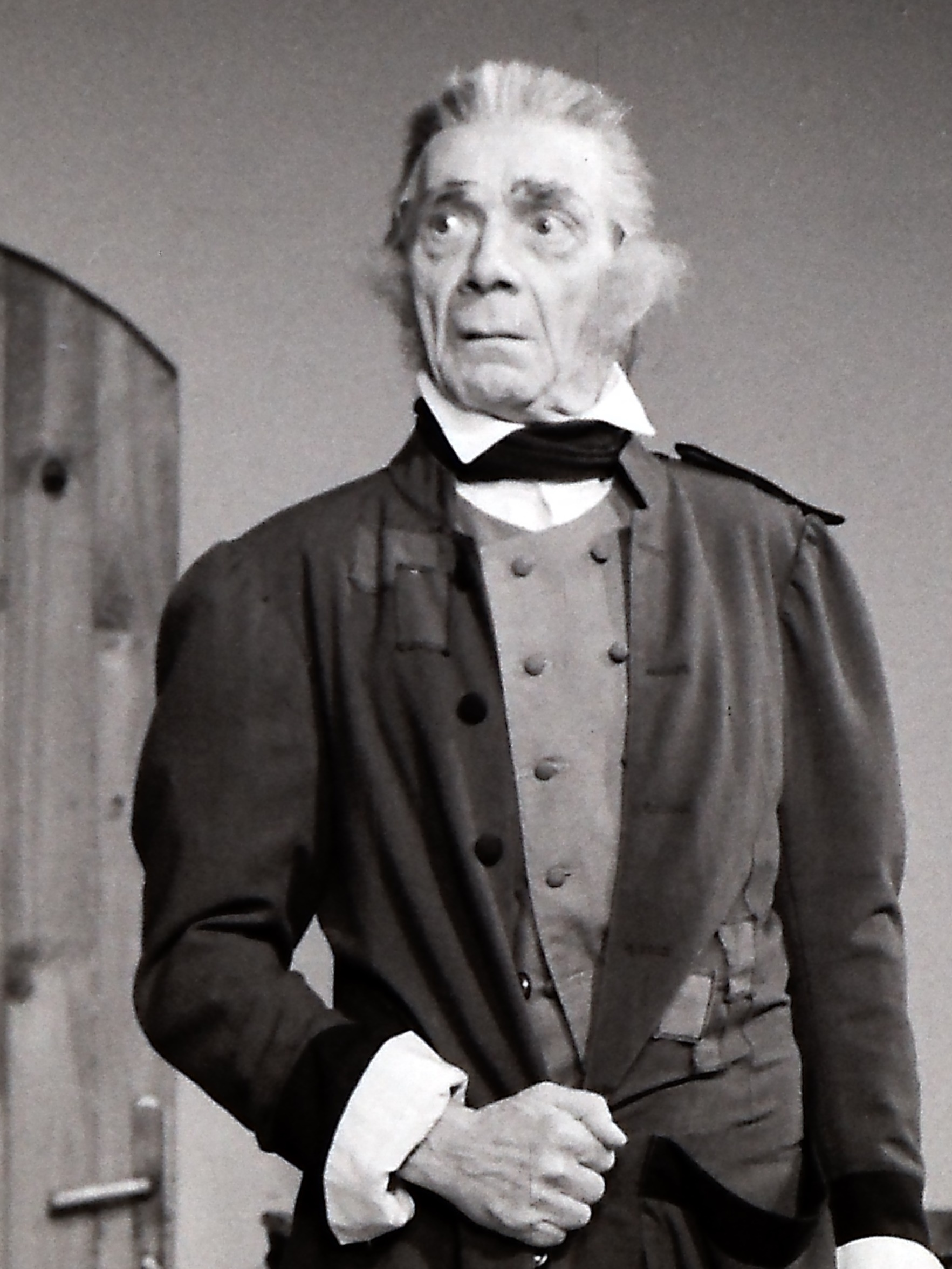
Ve hře Zlý jelen (1989)

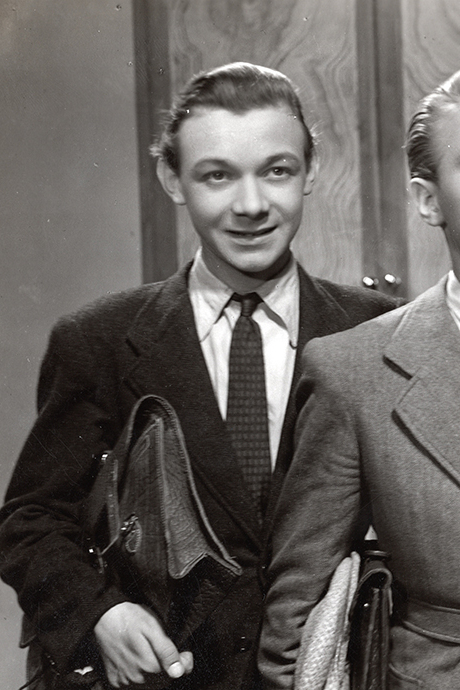
Ve filmové komedii Studujeme za školou (1939)

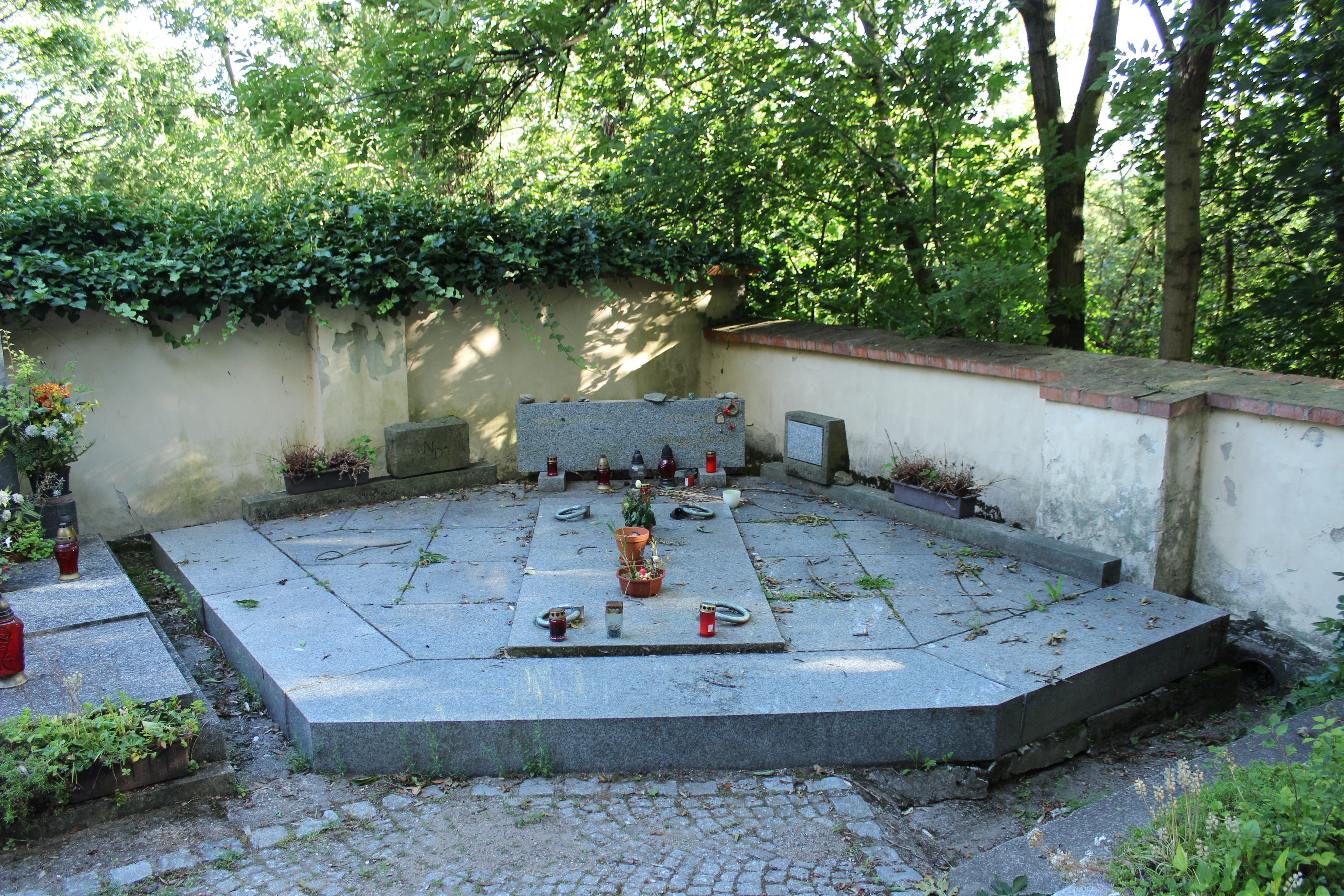
Hrob Josefa Kemra na šáreckém hřbitově (2016)

V roce 1942 ukončil obchodní školu v Praze. Poprvé vystupoval v jedenácti letech jako komparsista v představení Polská krev v Divadle na Vinohradech. Tam si ho všiml rozhlasový režisér Přemysl Pražský, který ho začal obsazovat do rozhlasových rolí. Profesionálně se herectví věnoval od osmnácti let, když jeho první angažmá bylo v divadelní společnosti A. Budínské-Červíčkové, kde hrál do roku 1945. V letech 1945–1947 byl v angažmá na Kladně, v sezóně 1947/1948 pak v divadle Akropolis (pozdější Divadlo města Žižkova). V letech 1948–1950 pokračoval v Divadle S. K. Neumanna a v období 1950–1965 v Městských divadlech pražských. Od roku 1965 pak byl členem činohry Národního divadla v Praze.
Za svůj život ztvárnil stovky divadelních (76), rozhlasových, filmových (150) a televizních (170) rolí. V roce 1993 získal Cenu Thálie za celoživotní mistrovství. Za svoji roli ve filmu Pevnost (1994) byl nominován na Českého lva za nejlepší mužský herecký výkon ve vedlejší roli. Dlouho byl jeho velikým přítelem a kamarádem Rudolf Hrušínský, než však toto přátelství na začátku 90. let na čas skončilo. Hrušínský totiž poplácal po zadku přítelkyni Kemra, za což mu Kemr dal facku. Před smrtí Kemra si to ale odpustili, jak vypráví přitelkyně Kemra v pořadu o herci.
Měl mu být udělen titul Zasloužilý umělec, on ovšem poslal dopis do ÚV KSČ, ve kterém stálo: „Nahý jsem přišel na svět a nahý chci z tohoto světa odejít. Nenavykl jsem byzantským způsobům, abych ruku, která bije, ještě políbil a poděkoval.“
V roce 1989 podepsal petici Několik vět, 12. listopadu byl v Římě účasten svatořečení Anežky České, 25. listopadu téhož roku vystoupil na manifestaci Občanského fóra na Letenské pláni.
Byl manželem herečky Evy Foustkové.
Zemřel dne 15. ledna 1995 na rakovinu ve věku 72 let. Je pohřben na hřbitově Šárka u kostela svatého Matěje v Praze-Dejvicích.

## Divadelní role, výběr
- 1957 N. Richard Nash: Obchodník s deštěm, Jonáš Curry, Komorní divadlo, režie Rudolf Hrušínský

## Filmografie
- Lízin let do nebe (1937)
- Klapzubova XI. – role: mladý fotbalista (1938)
- Druhé mládí (1938)
- Škola základ života (1938)
- Jarka a Věra (1938)
- Malí velcí podvodníci (1938)
- Studujeme za školou  - role: student, Václav Pelíšek (1939)
- Lízino štěstí (1939)
- Bílá jachta ve Splitu (1939)
- Tulák Macoun (1939)
- To byl český muzikant (1940)
- Prosím, pane profesore (1940)
- Poznej svého muže (1940)
- Střevíčky slečny Pavlíny (1941)
- Pro kamaráda (1941)
- Rukavička (1941)
- Provdám svou ženu (1941)
- Pantáta Bezoušek (1941)
- Valentin Dobrotivý (1942)
- Městečko na dlani (1942)
- Barbora Hlavsová (1942)
- Bláhový sen (1943)
- Jarní píseň (1944)
- Paklíč (1944)
- Rozina sebranec (1945)
- Třináctý revír (1946)
- Pancho se žení (1946)
- Alena (1947)
- Portáši (1947)
- Nevíte o bytě? (1947)
- Nikdo nic neví (1947)
- Tři kamarádi (1947)
- Muzikant (1947)
- Poesie pouti (1948)
- O ševci Matoušovi (1948)
- Dravci (1948)
- Návrat domů (1948)
- Zelená knížka (1948)
- Divá Bára (1949)
- Soudný den (1949)
- Rodinné trampoty oficiála Tříšky (1949)
- Dva ohně (1949)
- V trestném území (1950)
- Veselý souboj (1950)
- Slepice a kostelník (1950)
- Císařův pekař – Pekařův císař (1951)
- Štika v rybníce (1951)
- Haškovy povídky ze starého mocnářství (1952)
- Anna proletářka (1952)
- Dovolená s Andělem (1952)
- Divotvorný klobouk (1952)
- Tajemství krve (1953)
- Přicházejí z tmy (1953)
- Cirkus bude! (1954)
- Frona (1954)
- Nejlepší člověk (1954)
- Jan Hus (1954)
- Oplatky (1955)
- Hudba z Marsu (1955)
- Anděl na horách (1955)
- Větrná hora (1955)
- Jan Žižka (1955)
- Vzorný kinematograf Haška Jaroslava (1955)
- Vina Vladimíra Olmera (1956)
- Zaostřit, prosím! (1956)
- Dobrý voják Švejk (1956)
- Schůzka o půl čtvrté (1957)
- Poučení (1957)
- Konec jasnovidce (1957)
- Tam na konečné (1957)
- Páté kolo u vozu (1957)
- Kasaři (1958)
- O věcech nadpřirozených (1958)
- Občan Brych (1958)
- Útěk ze stínu (1958)
- Hry a sny (1958)
- Jak se Franta naučil bát (1959)
- Slečna od vody (1959)
- Zpívající pudřenka (1959)
- Probuzení (1959)
- Zkouška pokračuje (1959)
- Zlepšovák (1960)
- U nás v Mechově (1960)
- Zlé pondělí (1960)
- Černá sobota (1960)
- Valčík pro milión (1960)
- Procesí k Panence (1961)
- Hledá se táta (1961)
- Pohádka o staré tramvaji (1961)
- Tri razy svitá ráno (1962)
- Lucie (1963)
- Velká cesta (1963)
- Král Králů (1963)
- Tři chlapi v chalupě (1963)
- Mezi námi zloději (1963)
- Drahý zesnulý (1964)
- Starci na chmelu (1964)
- Pět hříšníků (1964)
- Prípad Barnabáš Kos (1964)
- Příběh dušičkový (1964)
- Lov na mamuta (1964)
- Poklad byzantského kupce (1966)
- Zločin a trik II. (1967)
- Lucerna (1967)
- Noc nevěsty (1967)
- Marketa Lazarová (1967)
- Jak se zbavit Helenky (1967)
- Muž, který stoupl v ceně (1967)
- Bouřka (1968)
- Šíleně smutná princezna role: rádce Iks (1968)
- Jarní vody (1968)
- Spravedlnost pro Selvina (1968)
- Maratón (1968)
- Čest a sláva (1968)
- Šest černých dívek aneb Proč zmizel Zajíc (1969)
- Kladivo na čarodějnice (1969)
- Zabil jsem Einsteina, pánové… (1969)
- Odvážná slečna (1969)
- Ezop (1969)
- Tvář pod maskou (1970)
- Žižkův meč (1970)
- Čtyři vraždy stačí, drahoušku (1970)
- Pinocchiova dobrodružství II. (1970)
- Chléb a písně (1971)
- Kam slunce nechodí (1971)
- Touha Sherlocka Holmese (1971)
- Slaměný klobouk (1971)
- Smrt černého krále (1971)
- Ukradená bitva (1972)
- Tie malé výlety (1972)
- Prodaná nevěsta (1975)
- Na samotě u lesa role: děda Komárek (1976)
- Marečku, podejte mi pero! role: Plha (1976)
- Parta hic (1976)
- Honza málem králem role: bubeník (1976)
- Náš dědek Josef (1976)
- Talíře nad Velkým Malíkovem (1977)
- Hop – a je tu lidoop (1977)
- Proč nevěřit na zázraky (1977)
- O Honzovi a Barušce (1977)
- Tajemství proutěného košíku (televizní seriál, 1978)
- Já jsem Stěna smrti (1978)
- Báječní muži s klikou (1978)
- Od zítřka nečaruji (1978)
- Deváté srdce (1979)
- Na pytlácké stezce (1979)
- Božská Ema (1979)
- Paragraf 224 (1979)
- AEIOU (1979)
- Blázni, vodníci a podvodníci (1980)
- Za trnkovým keřem (1980)
- Opera ve vinici (1981)
- Dobrá Voda (televizní seriál, 1982)
- Plaché příběhy (1982)
- Vinobraní (1982)
- Za humny je drak (1982)
- Pasáček z doliny (1983)
- Všichni musí být v pyžamu (1984)
- S čerty nejsou žerty role: kníže (1985)
- Smích se lepí na paty (1986)
- MÁG (1987)
- Cirkus Humberto (televizní seriál, 1988)
- Stavení (1990)
- Zpověď Dona Juana (1991)
- Krvavý román (1993)
- Pevnost (1994)
- V erbu lvice (1994)
- Golet v údolí (1994)
- Malostranské humoresky (1995)

## Televize
- 1966 Eliška a její rod (TV seriál)
- 1968 Hříšní lidé města pražského (TV seriál)
- 1970 Bližní na tapetě (TV cyklus mikrokomedií Malé justiční omyly) – role: kočí František Muzika (3. příběh: Příživník)
- 1971 Silvestrovské kousky Františka Housky (TV komedie) – role: řidič Holeček
- 1971 F. L. Věk (seriál) (TV seriál)
- 1971 Babička (TV film)
- 1971 Úsměvy světa (TV cyklus) – role: Mark Twain (3. díl: Mark Twain – 1. povídka: Interview, 3. povídka: Odkudpak se známe?)
- 1972 Vychovatel (TV komedie) – role: komorník Rudolf
- 1972 Byli jednou dva písaři (TV seriál) – role: strážník
- 1973 Bližní na tapetě (TV cyklus mikrokomedií Malé justiční omyly) – role: mistr (12. příběh: Šprýmař)
- 1975 Chalupáři (TV seriál) – role: Bohouš Císař
- 1980 Nenechte se rušit (TV komedie) – role: profesor Cyril Pekárek

## Rozhlas (výběr)
- 1968 Giles Stanus Cooper: Nepříjemná ústřice. Překlad a režie: Josef Červinka, role: Bundy.
- 1985 Václav Nývlt: Neznámý přítel, role: profesor archeologie Návrat; režie: Josef Hajdučík; osoby a obsazení: Pavlovský (Václav Švorc), Tereza (Dana Richterová), JUDr. (František Němec), Jindra (Petr Svoboda), kriminalista (Miloš Rozhoň), Boženka (Daniela Bakerová) a další.